# Шацкін Лазар Абрамович
Лазар Абрамович Шацкін (1902, місто Сувалки, тепер Польща — розстріляний 10 січня 1937, Москва, тепер Російська Федерація) — радянський партійний і комсомольський діяч, секретар ЦК РКСМ. Член ЦК РКСМ у 1918—1924 роках. Член Бюро ЦК РКСМ з грудня 1920 по квітень 1922 року. Член Центральної контрольної комісії ВКП(б) у грудні 1927 — грудні 1930 року.

## Біографія
Народився в заможній єврейській родині, батько був купцем. Навчався в гімназії.
Член РСДРП(б) з травня 1917 року.
У 1917 році — голова Союзу молоді при Московському комітеті РСДРП(б).
З жовтня 1917 року — в Червоній гвардії в Москві. У 1918 році брав участь у бойових діях на Південному фронті в Україні.
У 1919 році — член Президії ЦК РКСМ (комсомолу). У 1919 році —учасник Першого установчого конгресу Комуністичного Інтернаціоналу Молоді в Берліні.
У 1919—1923 роках — член виконавчого комітету Комуністичного Інтернаціоналу Молоді. У 1919—1921 роках — секретар виконавчого комітету Комуністичного Інтернаціоналу Молоді. З серпня 1920 по червень 1921 року — член виконавчого комітету Комуністичного Інтернаціоналу.
У жовтні 1920 — 4 квітня 1922 року — секретар ЦК РКСМ. З 28 вересня 1921 по 4 квітня 1922 року — голова (секретар) ЦК РКСМ.
У 1922—1924 роках — секретар виконавчого комітету Комуністичного Інтернаціоналу Молоді. З червня 1922 по липень 1928 року — член виконавчого комітету Комуністичного Інтернаціоналу. З грудня 1922 по жовтень 1923 року — член Президії виконавчого комітету Комуністичного Інтернаціоналу.
У 1924—1925 роках — слухач курсів марксизму при Соціалістичній академії при ВЦВК. З червня 1925 по 1926 рік навчався в Інституті червоної професури.
З 1926 року — відповідальний редактор журналу «Комсомольская летопись».
З грудня 1926 по липень 1928 року — член Президії виконавчого комітету Комуністичного Інтернаціоналу. У 1927—1928 роках — секретар виконавчого комітету Комуністичного Інтернаціоналу Молоді.
У 1928 — 22 липня 1929 року — член редакційної колегії газети «Правда».
У 1929 — листопаді 1930 року — завідувач агітаційно-пропагандистського відділу Нижньоволзького крайового комітету ВКП(б); начальник Нижньоволзького крайового земельного управління в місті Саратові.
У 1931 — листопаді 1932 року — керівник групи другої п'ятирічки в Центральній Спілці споживчих товариств СРСР.
У 1932—1934 роках — заступник директора Ташкентського планового інституту.
У 1934 році — заступник голови Середньоазіатської планової комісії.
У 1934 — лютому 1935 року — директор Інституту економічних досліджень Держплану СРСР.
7 лютого 1935 року виключений із партії.
10 лютого 1935 року заарештований органами НКВС. 26 березня 1935 року засуджений до 5-ти років позбавлення волі. Термін відбував у Суздальській в'язниці особливого призначення. Повторно засуджений Воєнною колегією Верховного суду СРСР 10 січня 1937 року до страти, розстріляний того ж дня. Похований на Донському цвинтарі Москви.
15 березня 1963 року посмертно реабілітований, 14 червня 1963 року поновлений в партії